# Рыбаков, Игорь Эдуардович
И́горь Эдуа́рдович Рыбако́в (род. 11 февраля 1957, Гомель, Белорусская ССР) — белорусский и американский шашист, серебряный призёр чемпионата СССР по международным шашкам 1991 года, чемпион Белоруссии (1984, 1985), чемпион США (2003, 2004, 2005). Международный мастер. Сын белорусского шашиста Эдуарда Рыбакова. Окончил политехнический институт. Проживает в США.

## Спортивные достижения
Чемпионат Европы 1992 года — 10-е место.
Победитель открытого первенства Голландии (1992).
Чемпионат Америки 2018 года — 4-е место.